# Never Surrender
Never Surrender (Brasil: Jogo Mortal ) é um filme sobre um campeão de MMA que se encontra lutando em combates clandestinos. O elenco do filme apresenta uma série de verdadeiros lutadores de MMA. Foi filmado em Los Angeles, na Califórnia e produzido pela Destiny Entertainment Productions. O filme é distribuído nos Estados Unidos pela Lions Gate Entertainment.

## Elenco
- Hector Echavarria como Diego Carter
- Patrick Kilpatrick como Seifer
- Silvia Koys como Sandra
- James Russo como Jimmy
- Georges St-Pierre como Georges
- Anderson Silva como Spider
- Heath Herring como Felicia
- Quinton Jackson como Rampage
- B.J. Penn como BJ
- Damian Perkins como Diamond
- Lateef Crowder como Marco
- Gunter Schlierkamp como Crusher
- Jesse Pruett como vocalista da banda
- Carrot Top como Capitão Butt Ringer